# 克雷门丘克汽车厂

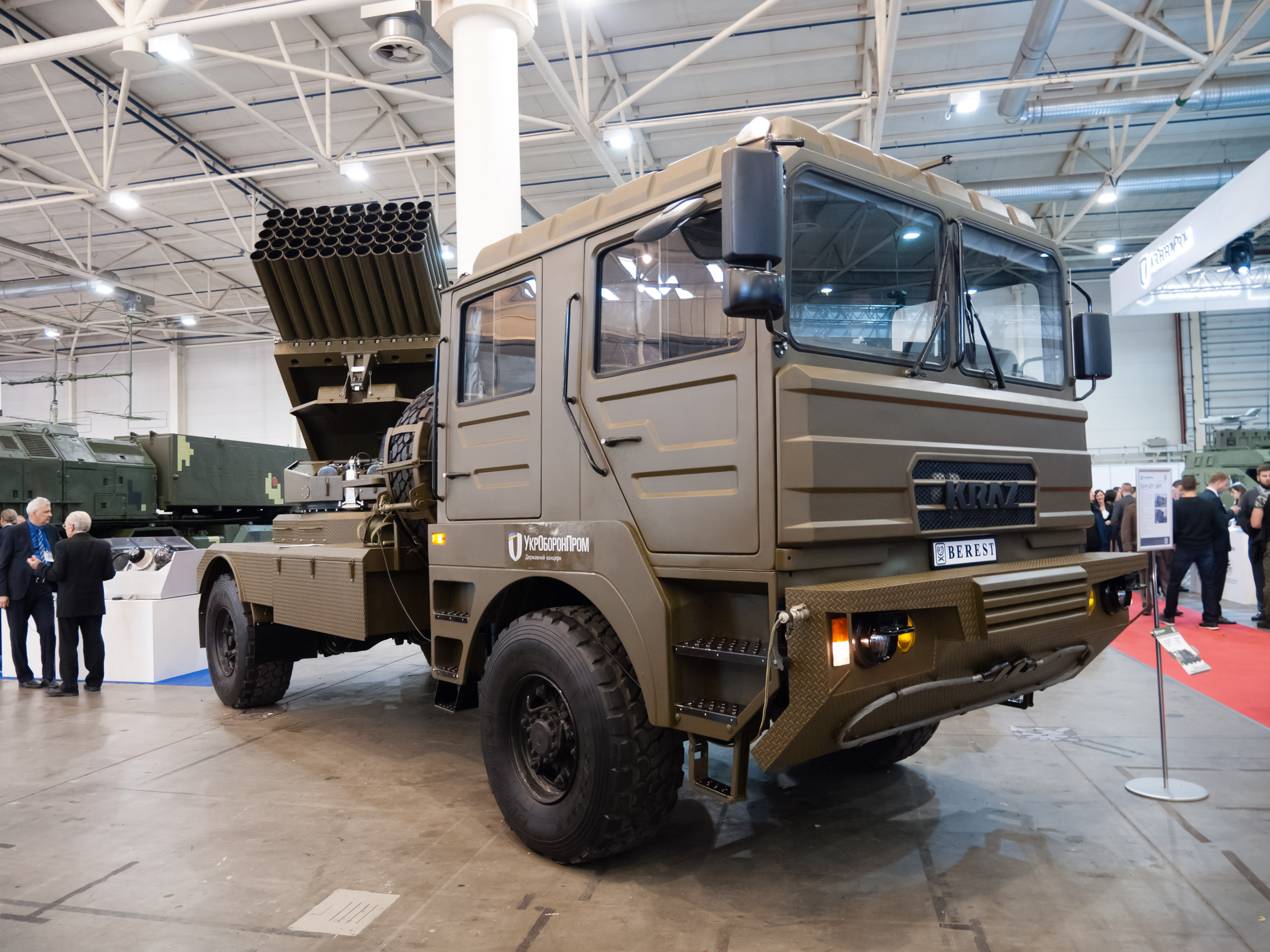
基于KrAZ-5401系列底盘的多管火箭炮

克雷门丘克汽车厂（烏克蘭語：Товариство з обмеженою відповідальністю Кременчуцький автомобільний завод (ТОВ "КрАЗ")，羅馬化：Tovarystvo z obmezhenoyu vidpovidalʹnistyu Kremenchutsʹkyy avtomobilʹnyy zavod (TOV "KrAZ")，直译 '克雷门丘克汽车厂有限责任公司 (LLC KrAZ)'，通常简称KrAZ或克拉兹）是一家位于乌克兰克雷门丘克的汽车制造厂，生产卡车和其他专用车辆，特别是重型越野卡车。克雷门丘克汽车厂与全国其他几家工厂合并为一家大型控股公司，金融与信贷集团，该集团还拥有金融与信贷银行。

## 引文
1. ↑  .   [2024-10-28] （乌克兰语）.
2. ↑  . Autokraz.com.ua.   [2024-10-29]. （原始内容存档于2025-02-22）.